# Tomasz Rospara
Tomasz Rospara (ur. 18 września 1978, zm. 6 grudnia 2015 w Bydgoszczy) – polski koszykarz grający na pozycji silnego skrzydłowego lub środkowego, a następnie trener koszykarski. Reprezentant Polski do lat 16. W swojej karierze rozegrał 127 meczów w najwyższej klasie rozgrywkowej. Trener kobiecych reprezentacji koszykarskich do lat 15 i 16, a także asystent trenera kobiecej kadry do lat 20.

## Życiorys

### Kariera zawodnicza (1996–2004)
Rospara jest wychowankiem Startu Łódź. Na centralnym zadebiutował w sezonie 1996/1997, rozgrywając z Treflem Sopot 15 meczów I ligi, w których zdobywał średnio po 4,5 punktu. W klubie tym spędził także kolejne 2 sezony (1997/1998 i 1998/1999), w których ten grał już w najwyższej klasie rozgrywkowej. Rospara wystąpił w nich odpowiednio w 16 (zdobywając średnio po 1,6 punktu) i 30 spotkaniach ligowych (przeciętnie po 3 punkty i 2,4 zbiórki). Jednocześnie w 1996 roku, wraz z reprezentacją Polski juniorów (do lat 18) wystąpił w eliminacjach do mistrzostw Europy w tej kategorii wiekowej.
Następnie Rospara przeniósł się do Legii Warszawa, w której występował przez 2 kolejne sezony (1999/2000 i 2000/2001) – najpierw w I lidze (29 meczów, średnio po 13,3 punktu), a następnie w PLK (40 spotkań, przeciętnie po 8 punktów i 4,2 zbiórki). Sezon 2001/2002 spędził z kolei w Polonii Warszawa, z którą w najwyższej klasie rozgrywkowej rozegrał 8 meczów, zdobywając średnio po 1,3 punktu i zbiórki.
Kolejnym klubem w jego karierze była Astoria Bydgoszcz, z którą najpierw grał w II lidze, a później, po wykupieniu przez klub dzikiej karty w najwyższej klasie rozgrywkowej. W sezonie 2002/2003 w II lidze rozegrał 22 mecze, zdobywając średnio po 11,6 punktu, a w sezonie 2003/2004 w PLK wystąpił w 26 spotkaniach, gromadząc przeciętnie po 6,3 punktu i 3,4 zbiórki.
W sezonie 2004/2005 w barwach Czarnych Słupsk rozegrał 7 meczów w najwyższej klasie rozgrywkowej, zdobywając średnio po 7,1 punktu i 2,6 zbiórki. W grudniu 2004, podczas meczu Pucharu Ligi przeciwko AZS-owi Koszalin został przypadkowo uderzony łokciem w okolice serca. Dzień później zasłabł podczas klubowego treningu, a przeprowadzone w szpitalu dokładne badania wykazały u niego tętniaka aorty. Po przetransportowaniu ze Słupska do Uniwersyteckiego Centrum Klinicznego w Gdańsku przeszedł operację. W związku z wykrytą wadą Rospara nie mógł powrócić do czynnego uprawiania sportu i tym samym zakończył karierę zawodniczą.
Łącznie w swojej karierze rozegrał 127 meczów w najwyższej klasie rozgrywkowej, zdobywając w nich w sumie 659 punktów.

### Kariera trenerska (2006–2015)
Po zakończeniu kariery zawodniczej został trenerem koszykarskim. W latach 2006–2015 był trenerem klubu UKS Basket Aleksandrów Łódzki, a następnie prowadził KS Basket 25 Bydgoszcz, występujący w tym czasie w I lidze kobiet.
Pracował także z kobiecymi reprezentacjami młodzieżowymi – w latach 2012–2013 był asystentem trenera reprezentacji do lat 20, w 2014 prowadził kadrę do lat 15, a w 2015 reprezentację do lat 16, z którą wystąpił na mistrzostwach Europy dywizji B w tej kategorii wiekowej.
Na początku grudnia 2015 roku, po wizycie u przyjaciela, poczuł się źle i trafił do szpitala w Bydgoszczy, gdzie zmarł nad ranem, 6 grudnia 2015.